# Den hornkrönte
Den hornkrönte eller Den hornkrönte kungen (The Horned King) är en fiktiv figur från serien Krönikan om landet Prydain, och i den animerade Disney-filmen Taran och den magiska kitteln.
I bokserien förekommer han bara i första boken, De trennes bok där han är antagonisten Arawn Dödskonungens krigsledare. 
Den hornkrönte beskrivs som en stark man som bär rustning (utom hans armar, som är bara och färgade karmosinröda), en röd mantel och en behornad dödskallemask.

## Mytologisk inspiration
Både Den hornkrönte och Arawn är inspirerade av keltisk mytologi och den walesiska samlingen av berättelser Mabinogion. Prydains Arawn delar rätt av namn med Arawn, den keltiska mytens kung av det underjordiska riket Annwn. Flera av deras drag, som bärandet av horn och associationer med dödsriket, är direkt tagna ur myten. Till skillnad mot figuren i Mabinogion, som protagonisten blir vän med, är både Alexanders hornkrönte och filmens kombinerade figur av dem ondskefulla antagonister. Ytterligare en influens är Jägaren Herne, en spöklik behornad figur först omnämnd i Shakespeares Muntra fruarna i Windsor. Denna jägargestalt tolkas ofta som en variant av Arawn.

## I filmen
Disneyfilmen Taran och den magiska kitteln från 1985 kombinerar material från Prydain-seriens två första böcker och använder Den hornkrönte i Arawns plats som filmens främsta fiende.
Hans utseende i filmen skiljer sig en hel del från originalböckerna, hornen påminns, men han bär en sliten kåpa med röd kapuschong. Istället för en normal människa, framställs han som en odöd, motbjudande skelettvarelse vars ögon lyser röda då han blir förargad, och kan jämföras mer med en trollkarl. Hans röst gjordes av John Hurt. Hans iscensättning är djävulskt sammansatt, bestående av ett brett spektrum av hantlangare som utför hans arbetsuppgifter, men kan däremot våldsamt ta saker i sina egna händer, försöka att döda Taran själv i filmens klimax rent av råstyrka.
I filmen söker Den hornkrönte efter titelobjektet, för att sedan kunna använda dess krafter för att återuppliva en armé av odödliga soldater, vilka han upprepande hänvisar som "De kittelfödda" (The Cauldron Born), och erövra världen. Genom att distribuera sin tjänare Creeper, de drakliknande Gwythainterna och mänskliga soldater, söker Kungen efter grisen Hen Wen för att lyckas med sitt mål. Han åstadkommer så småningom sitt mål, men blir förhindrad när Gurgi offrar sitt liv genom att kasta sig ner i kitteln. Han försöker sedan att döda Taran genom att slänga honom mot kitteln, vars magi nu är utom kontroll, men misslyckas och slukas och förgörs därefter själv av kittelns svarta magi.

## Dubbningar
- engelska: John Hurt
- danska: Stig Hoffmeyer
- finska: Heikki Sankari
- franska: Jean Violette (1985 års dubbning), Bernard Tiphaine (omdubbning)
- holländska: Coen Flink
- italienska: Paolo Poiret
- norska: Erik Hivju
- ryska: Aleksandr Novikov
- spanska: Blas García
- svenska: Jan Blomberg (1985 års dubbning), Kenneth Milldoff (omdubbning)[9]
- tyska: Joachim Kemmer